# Ostrobòtnia del Sud
Ostrobòtnia del Sud és una regió de Finlàndia (maakunta / landskap). Seinäjoki és el cap de la regió.

## Municipis
La regió d'Ostrobòtnia del sud compta amb els 18 municipis següents:
| - Alajärvi - Alavus - Evijärvi - Ilmajoki - Isojoki - Jalasjärvi | - Karijoki - Kauhajoki - Kauhava - Kuortane - Kurikka - Lappajärvi | - Lapua - Seinäjoki - Soini - Teuva - Vimpeli - Ähtäri |